# ۶۲۷ (خورشیدی)
۶۲۷ ششصد و بیست و هفتمین سال هجری خورشیدی است.